# Кекірелі
Кекіре́лі (каз. Кекірелі) — село у складі Кармакшинського району Кизилординської області Казахстану. Входить до складу Комекбаєвського сільського округу.
У радянські часи село називалось Кекрелі.
Населення — 35 осіб (2021; 79 у 2009, 13 у 1999, 505 у 1989).